# 青山郁代
青山 郁代（あおやま いくよ）は、大阪府出身の女優。帝国劇場「レ・ミゼラブル」コゼット役、「ミス・サイゴン」ジジ役など。ミュージカルを中心に舞台で活躍。

## 来歴
- 2013年、フリーでの活動時代に帝国劇場ミュージカル「レ・ミゼラブル」オーディションで応募総数1万5千人の中からコゼット役に抜擢。その後、「ミス・サイゴン」ジジ役など、様々なミュージカル・舞台で活躍。
- 同志社女子大学学芸学部音楽学科演奏専攻声楽コース卒業。
- TV「美女100人ウエポン!5」（毎日放送）グランプリ（ミスMWP）受賞[1]。
- 同志社女子大学2006年準ミスキャンパス受賞。
- 関西最大の大学生ミスコンテスト「プリンセス関西2007」（プリカン）で初代グランプリ受賞[2]（PV賞、同時受賞）。

## 出演

### 舞台
- 2011年1月 - 3月：東宝『ZOROO THE MUSICAL』（日生劇場・中日劇場・梅田芸術劇場）
- 2011年6月 - 7月：東宝 帝劇開場100周年記念公演 帝劇グランドロマン『風と共に去りぬ』（帝国劇場・梅田芸術劇場）
- 2011年9月：ハロー!プロジェクト 劇団ゲキハロ『戦国自衛隊〜女性自衛官帰還セヨ〜』 （池袋サンシャイン劇場・イオン化粧品 シアターBRAVE!）
- 2012年7月 - 9月、12月 - 2013年1月：東宝 新演出『ミス・サイゴン』 （青山劇場、愛知県芸術劇場・梅田芸術劇場 他全国11都市公演）ミミ 役
- 2013年4月23日 - 11月27日：東宝 新演出『レ・ミゼラブル』 （帝国劇場・博多座・フェスティバルホール・中日劇場）コゼット 役
- 2014年1月 - 2月：東宝 浜木綿子芸能生活60周年記念公演『売らいでか! -亭主売ります-』（シアター1010・新歌舞伎座 (大阪) 他）敬子 役
- 2014年7月 - 10月：東宝『ミス・サイゴン』（帝国劇場・愛知県芸術劇場・フェスティバルホール・博多座・横須賀芸術劇場） ミミ 役
- 2014年12月：秦建日子脚本・演出 秦組vol.6『くるくると死と嫉妬』（池袋あうるすぽっと）馬場晴子 役
- 2015年7月：『ペール・ギュント』（KAAT神奈川芸術劇場）ヴァールの娘 役
- 2016年5月 - 6月：関西テレビ『それいゆ』（梅田芸術劇場シアター・ドラマシティ・Zeppブルーシアター六本木）元内弥生 役
- 2016年10月 - 2017年1月：東宝『ミス・サイゴン』（帝国劇場 他）
- 2017年3月 - 4月：東宝『キューティ・ブロンド』（アタークリエ・メルパルクホール大阪 他）エルの母 役[3]
- 2017年10月：ミュージカル・コメディ『パジャマゲーム』（日本青年館ホール・梅田芸術劇場シアター・ドラマシティ）ブレンダ 役
- 2018年3月 - 6月：ミュージカル『メリー・ポピンズ』（東急シアターオーブ、梅田芸術劇場メインホール）グウェンドリン / アニー 役※ヴォーカルキャプテン
- 2018年7月 - 10月：東宝 ミュージカル『ナイツ・テイル-騎士物語-』（帝国劇場・梅田芸術劇場メインホール）三人の王妃 役※ヴォーカルキャプテン
- 2018年12月 - 1月：フジテレビ『サムシング・ロッテン』（東京国際フォーラム、オリックス劇場）
- 2019年2月 - 3月：東宝『キューティ・ブロンド』（シアタークリエ・シアタードラマシティ　ほか）エルの母 役
- 2025年3月：Disney on CLASSIC Premium『アラジン』イン・コンサート（横浜アリーナ）アンサンブル[4]
- 2025年8月：ミュージカル『ナイツ・テイル-騎士物語-』ARENA LIVE（東京ガーデンシアター）[5]

### テレビ
- テレビ朝日系全国『関ジャニの仕分け∞』カラオケ得点対決
  - 〜ディズニーソングスペシャル〜[6]
  - 〜最強ミュージカルキッズVS現役ミュージカルスター対決〜
- テレビ朝日系全国ドラマ『相棒 14』 第8話「最終回の奇跡」三輪里香 役
- テレビ朝日系全国ドラマ『森村誠一の終着駅シリーズ31 殺人の花客』村山秋子 役
- TBSドラマ『G線上のあなたと私』伊島 役
- 関西テレビ放送ドラマ『はい！丸尾不動産です。』橘亜美 役（2019年6月）

### CM
- 三井不動産レジデンシャル「未来写真：未来は、あなたと共に」（2014年1月 - ）